# Aeroportul Abu Rudeis
Aeroportul Abu Rudeis (IATA: AUE) este un aeroport din Egipt ce deservește zona Abou Redis⁠(d).
Situat la o altitudine de 12 m, aeroportul dispune de o singură pistă.